# Ziya Şengül
Ziya Şengül (Pleven, Bulgaria, 1 de julio de 1944-Sariyer, Turquía, 26 de febrero de 2023) fue un futbolista y entrenador de fútbol turco que jugó en la posición de centrocampista.

## Carrera

### Club
| Periodo   | Club          | Apariciones | Goles |
| --------- | ------------- | ----------- | ----- |
| 1962-1964 | PTT           | 28          | 5     |
| 1964-1975 | Fenerbahçe SK | 250         | 19    |

### Selección nacional
Jugó para Turquía en 21 ocasiones de 1964 a 1975 y anotó un gol.

### Entrenador
| Periodo   | Club          |
| --------- | ------------- |
| 1979-1980 | Fenerbahce SK |
| 1986      | Fenerbahce SK |

## Logros

### Jugador
- Superliga de Turquía (5): 1964–65, 1967–68, 1969–70, 1973–74, 1974–75
- Copa de Turquía (2): 1967–68, 1973–74
- Supercopa de Turquía (2): 1973, 1975

### Entrenador
- Copa del Primer Ministro de Turquía (1): 1980

## Muerte
Ziya Şengül murió el 26 de febrero de 2023 a causa de una falla masiva de órganos.